# Linyphantes orcinus
Linyphantes orcinus är en spindelart som först beskrevs av James Henry Emerton 1917.  Linyphantes orcinus ingår i släktet Linyphantes och familjen täckvävarspindlar. Inga underarter finns listade i Catalogue of Life.